# Трампојеле (Алба)
Трампјеле (Алба) је насеље у округу Алба, у Румунији.

## Историја
Према државном шематизму православног клира Угарске 1846. године у месту Тримпојеле живело је 382 православне породице. Православни пароси били су тада поп Никола Поповић и поп Јован Чу.